# Christoph Bleidorn
Christoph Bleidorn (* 1974 in Bad Oeynhausen) ist ein deutscher Biologe und Professor der Zoologie. Seit 2022 ist er Leiter des neuen Universitätsmuseums Forum Wissen in Göttingen.

## Werdegang
Christoph Bleidorn studierte von 1995 bis 2001 Biologie an der Universität Bielefeld und promovierte 2004 an der Freien Universität Berlin. Über mehrere akademische Stationen hinweg habilitierte er sich 2015 an der Zoologie der Universität Leipzig.
Anschließend ging Bleidorn als Gastwissenschaftler für zwei Jahre an das spanische Nationalmuseum für Naturwissenschaften in Madrid. Seinen Ruf an die Universität Göttingen auf die Professur Evolution und Biodiversität der Tiere erhielt er 2017.
Sein Forschungsschwerpunkt ist im Bereich der Phylogenie und Evolution von Anneliden, symbiotischen Beziehungen zwischen Insekten und Bakterien sowie der lokalen Bienenfauna.
2018 übernahm er die Direktion des damaligen Zoologischen Museums der Georg-August-Universität Göttingen. Seit 2022 ist er Leiter des neuen Göttinger Universitätsmuseums Forum Wissen.
Christoph Bleidorn ist verheiratet mit der Uni-Professorin und wissenschaftlichen Kuratorin Maria Teresa Aguado Molina. Das Ehepaar hat zwei gemeinsame Töchter und lebt in Göttingen.

## Schriften
- Phylogenetic relationships of sedentary polychaetes (Annelida) inferred from molecular data. Christoph Bleidorn, 2004
- Molekularsystematische Untersuchungen zur Phylogenie der Annelida: von Einzelgenanalysen zur vergleichenden Genomik. Christoph Bleidorn, 2014 (Deutsch/Englisch)
- Phylogenomics. An Introduction. Christoph Bleidorn, Springer International Publishing, Cham 2017, ISBN 978-3-3195-4064-1.
- Introducing evolutionary biologists to the analysis of big data: guidelines to organize extended bioinformatics training courses. Rui Faria, Deborah Triant, Alvaro Perdomo-Sabogal, Bert Overduin, Christoph Bleidorn und weitere Autoren, 2018
- Phylogenomic analysis of Apoidea sheds nuew light on the sister group of bees. Manuela Sann, Oliver Niehuis, Sarah Bank, Christoph Bleidorn und weitere Autoren, Universität Freiburg 2018
- Recent progress in reconstructing lophotrochozoan (spiralian). Christoph Bleidorn, 2019
- A new primer pair for barcoding of bees (Hymenoptera: Anthophila) without amplifying the orthologous coxA gene of Wolbachia bacteria. Christoph Bleidorn, Katharina Henze, 2021
- Biodiversitätsmuseum Göttingen. Maria Teresa Aguado Molina, Christoph Bleidorn, Sonja Vogt (Hrsg.), Universitätsverlag Göttingen, 2021, ISBN 978-3-8639-5487-1.